# 高梓淇
高梓淇（1981年4月30日—），中国演員，中國手球國家二級運動員和110米跨欄運動員。

## 生平
1981年出生於山西省太原市，2011年演出新還珠格格中的「簫劍」。与张睿、李佳航、李晟、海陆、孙耀琦、万茜、麦迪娜、路宏为瓊瑤力捧的第三代演员。
2014年3月28日於微博公開與韓國女演員蔡琳的戀情；並於同年10月14日於山西太原舉行中式婚禮；10月23日在韓國舉行韓式婚禮。2020年因雙方性格不合正式宣佈離婚，孩子隨蔡琳回韓國定居。至於孩子的監護權及探視權，歸蔡琳所有。

## 影视作品

### 电视剧
| 首播年份 | 剧名                 | 角色               | 备注         |
| 2004年   | 《秦王李世民》       | 秦叔寶             |              |
| 2006年   | 《薛仁貴傳奇》       | 周青               |              |
| 2007年   | 《恰同學少年》       | 劉俊卿             |              |
| 2007年   | 《血色湘西》         | 龍耀武             |              |
| 2010年   | 《活佛濟公》         | 董仲卿             |              |
| 2011年   | 《新還珠格格》       | 簫劍(蕭風)、蕭之航 |              |
| 2011年   | 《太平公主祕史》     | 李治               |              |
| 2011年   | 《国防生》           | 沈玉川             |              |
| 2012年   | 《我家有喜》         | 程舒航             |              |
| 2013年   | 《花非花，霧非霧》   | 韓力               |              |
| 2014年   | 《新京華煙雲》       | 孔立夫             |              |
| 2014年   | 《傻儿传奇》         | 雪豹               |              |
| 2015年   | 《我在锡林郭勒等你》 | 成天宇             |              |
| 2018年   | 《猎金行动》         | 杨天星             |              |
| 2018年   | 《袁崇焕(邵兵版)》   | 崇禎帝             | 特別出演     |
| 2019年   | 《大宋少年志》       | 元伯鰭             |              |
| 2020年   | 《哪吒降妖记》       | 杨戬               |              |
| 2020年   | 《亲爱的自己》       | 方展               | 客串         |
| 2020年   | 《吉他兄弟》         | 方清明             |              |
| 2021年   | 《亲爱的吾兄》       | 元照               | 網絡劇       |
| 2022年   | 《拜托了！8小时》    | 猎狗               | 客串，網絡劇 |
| 2023年   | 《大河英雄传》       | 吴良臣             | 2006年拍攝   |
| 未播     | 《李家大院》         | 李二少(李承让)     | 2013年拍攝   |
| 未播     | 《左手温暖右手》     | 夏东森             | 2016年拍攝   |

### 电影
- 2024年《天朝国库之迷》(網絡電影)

### 综艺节目
- 2008年《舞动奇迹》第二季

### 話劇
- 《男人与女人的一生》饰 伸太郎（实习大戏）
- 《残酷的梦》饰 卡夫（毕业大戏）；
- 《骆驼祥子》饰 祥子
- 《如此无情》饰 亨利斯雷特
- 《神仙和好女人》饰 飞行员（改编于《四川好人》于2003年赴美国纽约巴得大学合作排演后，回到上海演出）